# الضهرة (السبرة)

تعديل مصدري - تعديل

الضهرة محلة تابعة لقرية حبيل السوق، التابعة لعزلة بلادالشعيبي السفلى بمديرية السبرة إحدى مديريات محافظة إب في الجمهورية اليمنية.، بلغ تعداد سكانها 21 حسب تعداد اليمن لعام 2004.